# Peugeot 106
Peugeot 106 – samochód osobowy klasy aut najmniejszych produkowany przez francuską markę Peugeot w latach 1991 – 2003.

## Historia modelu

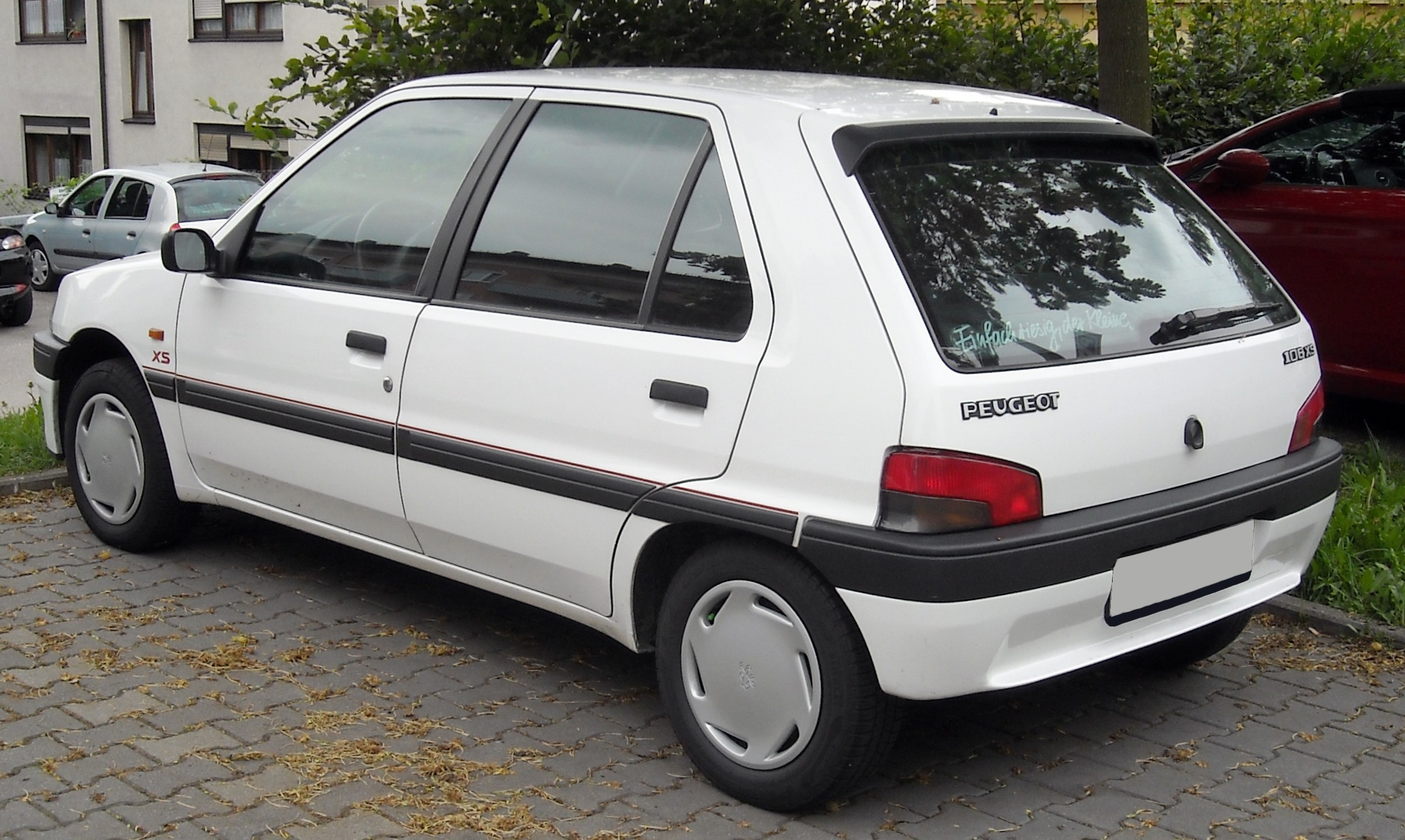
Peugeot 106 - tył

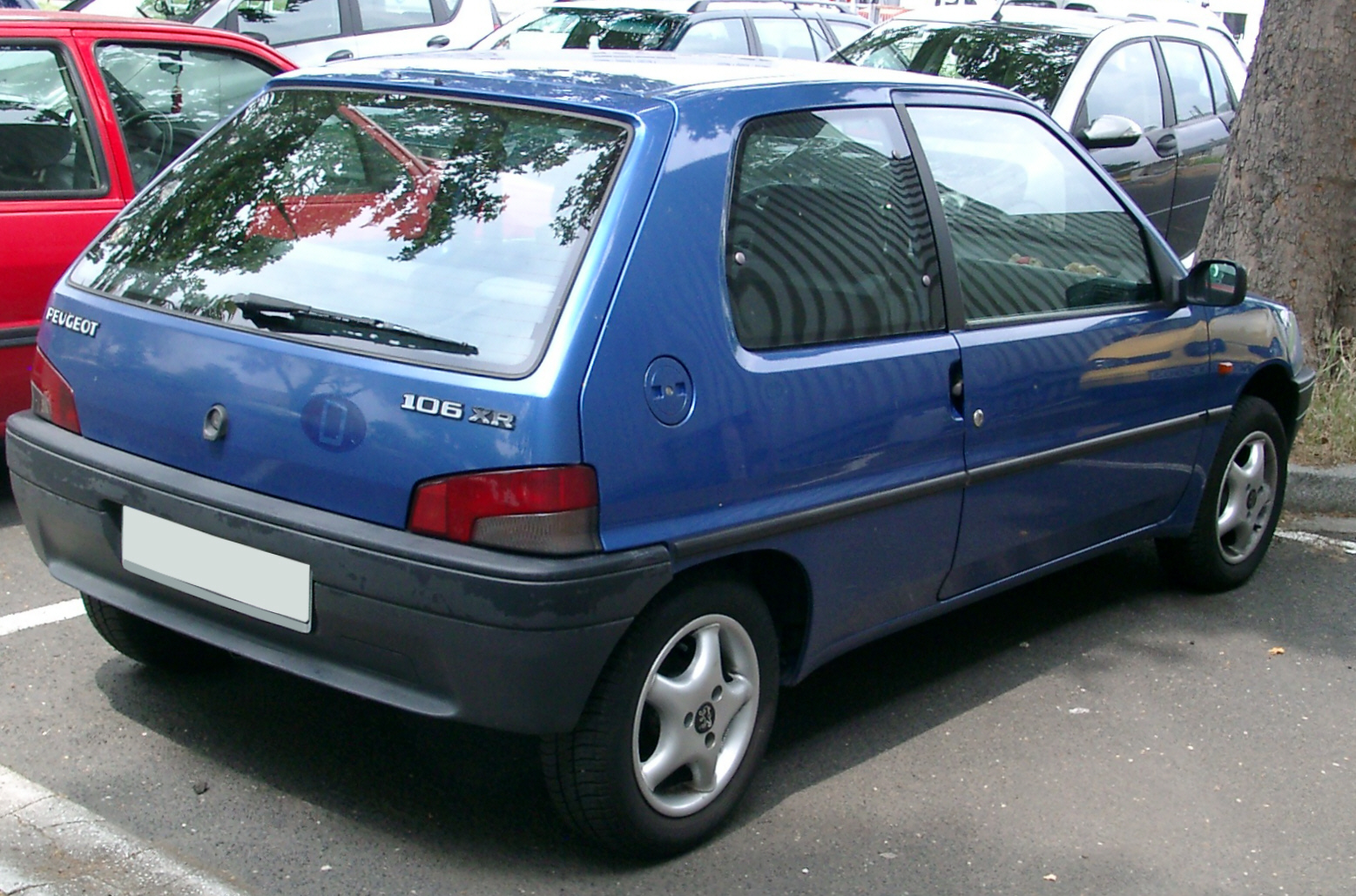
Peugeot 106 - tył wersji trzydrzwiowej

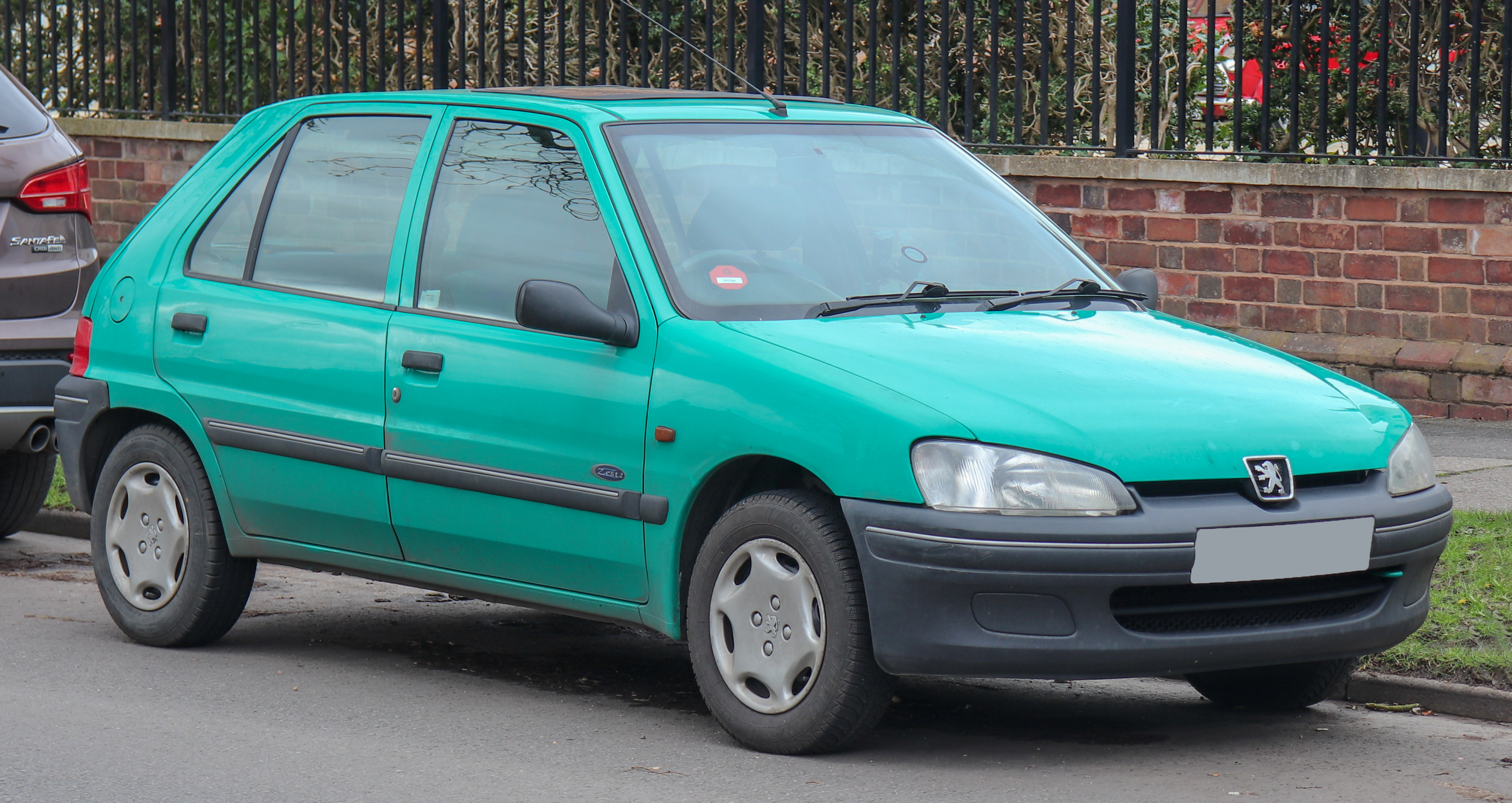
Peugeot 106 po liftingu

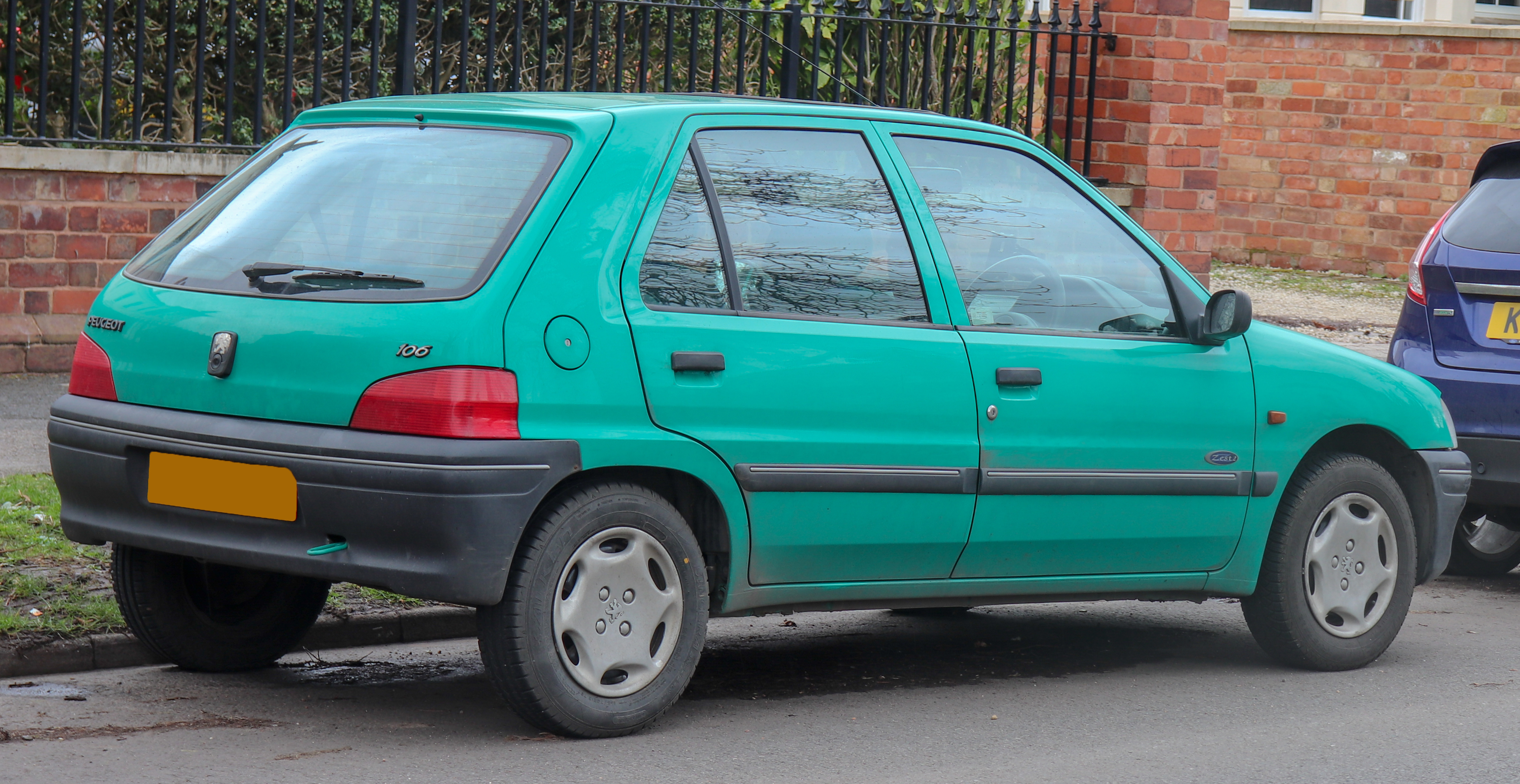
Peugeot 106 - tył po liftingu

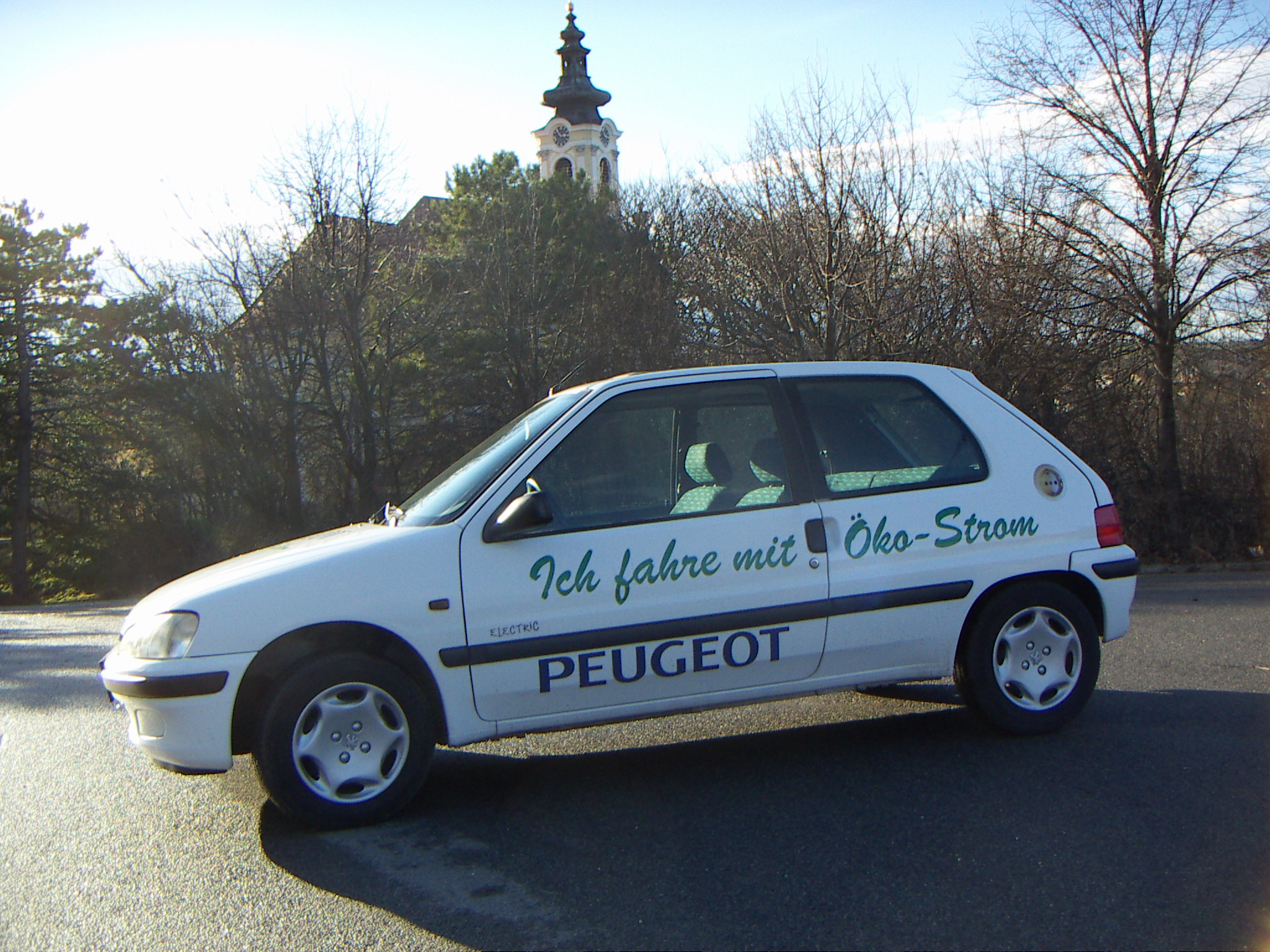
Peugeot 106 Electrique

Peugeot 106 wszedł na rynek 12 września 1991 roku jako najmniejszy model tejże marki i nowocześniejsza alternatywa dla Peugeota 205, który dobrze się sprzedawał. Dzięki nowoczesnej stylistyce, komforcie jazdy i osiągach model 106 szybko stał się popularny. Głównymi wadami pojazdu była jakość plastików użytych do wykończenia wnętrza i niewiele miejsca dla pasażerów.
Paletę silnikową stanowiły jednostki: 1,0 i 1,1 litra, zarówno  gaźnikowe, jak i z wtryskiem jednopunktowym, wtryskowa o pojemności 1,4 l oraz diesel o pojemności 1,4 i 1,5 l. Silnik 1.6 występował w modelu XS, a 1995 roku wprowadzono mocniejszą odmianę do wersji XSi.
Dostępnymi wersjami wyposażeniowymi były podstawowa XN, następnie XR, najbogatsza XT i usportowione XS oraz XSi. Dodatkowo, w 1994 roku wprowadzono na rynek wersję Rallye z silnikiem 1.3 o mocy 101 KM. 

### Lifting
Na początku 1996 roku Peugeot 106 przeszedł modernizację, wszystkie silniki otrzymały wtrysk paliwa i zwiększono liczbę wersji wyposażenia. Sportową wersję XSi zastąpiła S16 (w niektórych krajach oznaczana jako GTI lub Rallye 16V).
W latach 1997 – 1998 oferowana była wersja Rallye drugiej generacji z silnikiem o pojemności 1,6 l i mocy 103 KM. Opcjonalnie można było do niej zamówić wspomaganie kierownicy czy elektrycznie sterowane szyby.
Generacja druga była oferowana w następujących wersjach wyposażenia: XN, XL, XR, XT, XS oraz S16 (GTI).
Pod koniec 1998 roku Peugeot 106 oferowany był tylko z silnikami 1.1, 1.6 i 1.5 diesel, ponieważ nowy produkt marki Peugeot, model 206 odebrał część klienteli swojemu mniejszemu bratu. Zarząd firmy chciał nawet usunąć model 106 z rynku i w pełni zastąpić modelem 206, jednak zadecydowano zastąpić go modelem 107.
Po dwunastu latach produkcji, ostatni Peugeot 106 opuścił fabrykę w lipcu 2003 roku natomiast model 107 wszedł na rynek na początku 2005 roku. Przez cały okres produkcji model 106 cieszył się powodzeniem, szczególnie na rodzimym rynku.

### Wersja elektryczna
W latach 1995–2003 zostało wyprodukowanych 6400 sztuk Peugeota 106 Electrique. Był oferowany w krajach zachodniej Europy, m.in. we Francji, Niemczech, Wielkiej Brytanii i Belgii.
Wersja elektryczna została skonstruowana przez firmę Heuliez i przez nią była produkowana. Zastosowano silnik szczotkowy Leroy-Somer SA13 o mocy znamionowej 11 kW (15 KM) i maksymalnej 20 kW (27 KM) oraz maksymalnym momencie obrotowym 127 Nm, sterownik dostarczyła firma Sagem. Ogrzewanie zapewniało webasto zasilane benzyną. Akumulatory niklowo-kadmowe firmy Saft o napięciu 120 V i pojemności 100 Ah potrafiły zmagazynować 12 kWh energii. Prędkość maksymalna elektrycznej wersji 106 wynosiła 90 km/h, a zasięg na jednym ładowaniu przy prędkości 50 km/h wynosił 100 km, do której rozpędzał się w czasie 8,3 s. Samochód posiadał możliwość odzyskiwania energii w trakcie hamowania.
Równolegle produkowana była też elektryczna wersja Citroena Saxo.

### Dane techniczne
- Silnik

| Silnik      | Pojemność | Moc maksymalna                        | Maks. moment obrotowy       |
| ----------- | --------- | ------------------------------------- | --------------------------- |
| 1.0         | 954 cm³   | 45 KM (33 kW) przy 6000 obr./min      | 74 Nm przy 3600 obr./min    |
| 1.1         | 1124 cm³  | 60 KM (44 kW) przy 6200 obr./min      | 88 Nm przy 3800 obr./min    |
| 1.4         | 1361 cm³  | 75 KM (55 kW) przy 6200 obr./min      | 109 Nm przy 4000 obr./min   |
| 1.6 XS      | 1587 cm³  | 88 KM (65 kW) przy 5600 obr./min      | 135 Nm przy 3000 obr./min   |
| 1.4 XSI     | 1361 cm³  | 94 KM (69 kW) przy 6600 obr./min      | 117 Nm przy 4200 obr./min   |
| 1.6 XSI     | 1587 cm³  | 103 KM (76 kW) przy 6200 obr./min     | 132 Nm przy 3500 obr./min   |
| 1.3 Rallye  | 1294 cm³  | 101 KM (74 kW) przy 7200 obr./min     | 108 Nm przy 5400 obr./min   |
| 1.4 D       | 1360 cm³  | 50 KM (37 kW) przy 5000 obr./min      | 82 Nm przy 2500 obr./min    |
| 1.5 D       | 1527 cm³  | 58 KM (42 kW) przy 5000 obr./min      | 95 Nm przy 2250 obr./min    |
| elektryczny | 0 cm³     | 27 KM (20 kW) przy 1600-5500 obr./min | 127 Nm przy 0-1600 obr./min |

- podwozie
  - Zawieszenie przednie: wahacz poprzeczny, amortyzator teleskopowy
  - Zawieszenie tylne: wahacz wzdłużny, drążek reakcyjny
  - Hamulce przód/tył: tarczowe/bębnowe
  - ABS (XT, XSI)
- Wymiary i masy
  - Rozstaw osi: 2385 mm
  - Rozstaw kół przód/tył: 1380/1300 mm
  - Masa własna: 760-860 kg
  - DMC: 1200-1300 kg
  - Pojemność bagażnika: 215 l
  - Pojemność zbiornika paliwa: 45 l
- Osiągi

| Silnik     | 0-100 km/h | Prędkość maks. | Zużycie paliwa |
| ---------- | ---------- | -------------- | -------------- |
| 1.0        | 19,0 s     | 150 km/h       | 6,5 l/100km    |
| 1.1        | 13,5 s     | 165 km/h       | 6,4 l/100km    |
| 1.4        | 10,7 s     | 175 km/h       | 6,5 l/100km    |
| 1.6 XS     | 10,2 s     | 180 km/h       | 6,7 l/100km    |
| 1.4 XSI    | 9,6 s      | 190 km/h       | 7,4 l/100km    |
| 1.6 XSI    | 9,4 s      | 195 km/h       | 7,7 l/100km    |
| 1.4 D      | 21,0 s     | 145 km/h       | 5,1 l/100km    |
| 1.5 D      | 16,7 s     | 155 km/h       | 5,3 l/100km    |
| 1.3 Rallye | 10,3 s     | 190 km/h       | 7,7 l/100km    |

### Dane techniczne (po liftingu)
- Silnik

| Silnik      | Pojemność | Moc maksymalna                        | Maks. moment obrotowy       |
| ----------- | --------- | ------------------------------------- | --------------------------- |
| 1.0         | 954 cm³   | 50 KM (37 kW) przy 6000 obr./min      | 73 Nm przy 3700 obr./min    |
| 1.1         | 1124 cm³  | 60 KM (44 kW) przy 6200 obr./min      | 88 Nm przy 3700 obr./min    |
| 1.4         | 1361 cm³  | 75 KM (55 kW) przy 5800 obr./min      | 111 Nm przy 3400 obr./min   |
| 1.6         | 1587 cm³  | 88 KM (65 kW) przy 5600 obr./min      | 135 Nm przy 3000 obr./min   |
| 1.6 Rallye  | 1587 cm³  | 103 KM (76 kW) przy 6200 obr./min     | 132 Nm przy 3500 obr./min   |
| 1.6 16v     | 1587 cm³  | 118 KM (87 kW) przy 6600 obr./min     | 145 Nm przy 5200 obr./min   |
| 1.5 D       | 1527 cm³  | 58 KM (42 kW) przy 5000 obr./min      | 95 Nm przy 2250 obr./min    |
| elektryczny | 0 cm³     | 27 KM (20 kW) przy 1600-5500 obr./min | 127 Nm przy 0-1600 obr./min |

- podwozie
  - Zawieszenie przednie: zawieszenie kolumnowe typu MCPherson
  - Zawieszenie tylne: wahacz wzdłużny, drążek skrętny
  - ABS (opcja)
- Wymiary i masy
  - Rozstaw osi: 2385 mm
  - Rozstaw kół przód/tył: 1380/1300 mm
  - Masa własna: 780-880 kg
  - DMC: 1220-1340 kg
  - Pojemność bagażnika: 190 l
  - Pojemność zbiornika paliwa: 45 l
- Osiągi

| Silnik        | 0-100 km/h | Prędkość maks. | Zużycie paliwa |
| ------------- | ---------- | -------------- | -------------- |
| 1.0           | 19,1 s     | 149 km/h       | 6,5 l/100km    |
| 1.1           | 13,7 s     | 165 km/h       | 6,4 l/100km    |
| 1.4           | 10,9 s     | 172 km/h       | 6,5 l/100km    |
| 1.6           | 10,4 s     | 180 km/h       | 6,7 l/100km    |
| 1.6 8V Rallye | 9,6 s      | 195 km/h       | 7,7 l/100km    |
| 1.6 16v       | 8,7 s      | 205 km/h       | 7,9 l/100km    |
| 1.5 D         | 16,9 s     | 155 km/h       | 5,3 l/100km    |